# Giuseppe Piemonte
Giuseppe Ernesto Piemonte (Canelli, 20 aprile 1878 – Udine, 17 febbraio 1960) è stato un politico e antifascista italiano.

## Biografia
Figlio di Luigi e Teresa Imerito, si laureò all'Università di Perugia in scienze agrarie. Iscrittosi nel Partito Socialista Italiano agli inizi del Novecento, divenne stretto collaboratore di Emilio Canevari, sposandone successivamente la sorella.
Nel 1903 si trasferì a Udine collaborando col giornale Il lavoratore friulano e il periodico L'emigrante. Allo scoppio della prima guerra mondiale venne allontanato dalla città per il suo professato antimilitarismo. Al termine della guerra svolse la funzione di divulgatore e organizzatore per il partito, da cui si allontanò nel 1922, aderendo al Partito Socialista Unitario. Perseguitato dal regime fascista espatriò dopo pochi anni in Francia, risiedendo a Parigi.
Rientrò in Italia nel 1945, a conclusione della seconda guerra mondiale e venne eletto alla Costituente. Senatore di diritto, nel 1947 aderì alla nascita del Partito Socialista Democratico Italiano.